# آنجلا رویز روابلس
آنجلا رویز روابلس (به اسپانیایی: Ángela Ruiz Robles؛ متولد ۲۸ مارس سال ۱۸۹۵ در وییامانین، لئون، اسپانیا - درگذشت ۲۷ اکتبر ۱۹۷۵ در فررل، لاکرونیا، اسپانیا) یک معلم، نویسنده و مخترع پیشگام کتاب الکترونیکی اهل اسپانیا بود. در سال ۱۹۴۹ امتیاز حق انحصاری ۱۹۰٬۶۹۸ برای کتاب خوان الکترونیکی «دانشنامه مکانیک» (به اسپانیایی:la Enciclopedia Mecánica) به او اعطا شد.
رویز روابلس برای کم کردن وزن کتاب‌های دانش آموزانش ایده‌ای داشت؛ او دستگاهی ابداع کرد که یک سری متن و تصاویر بر روی قرقره‌ای همانند حلقه فیلم از زیر یک ذره‌بین می‌گذشت و با نوری که به آن می‌تابید برای خواندن در تاریکی مناسب بود و همچنین با صدایی برای توضیح هر عنوان ترکیب شده بود.

## افتخارات
در کتاب فهرست اسپانیایی «۲۰۰ سال اختراع» که در سال ۲۰۱۱ توسط وزارت صنعت اسپانیا منتشر شد نام رویز روابلس در «بخش زنان» به‌چشم می‌خورد.
موتور جستجوی گوگل روز هجدهم مارس ۲۰۱۶، لوگوی گوگل دودل خود را به مناسبت ۱۲۱مین سالگرد تولد او تغییر داد.